# Bardowick
Bardowick (dolnoniem. Bewick; różne zapisy występujące w starych dokumentach: Bardowieck, Bardowiek, Bardewyk) – miasto (niem. Flecken) i gmina położona w niemieckim kraju związkowym Dolna Saksonia, w powiecie Lüneburg. Jest siedzibą władz gminy zbiorowej Samtgemeinde Bardowick.

## Położenie geograficzne
Bardowick leży ok. 5 km na północ od Lüneburga.
Od wschodu sąsiaduje z gminą Adendorf, od południa z Lüneburgiem, od południowego zachodu z gminą Vögelsen, od zachodu z gminą Radbruch i od północy z gminą Wittorf.
Gmina znajduje się po lewej stronie Ilmenau.

## Historia
Bardowick jest jedną z najstarszych miejscowości w Dolnej Saksonii.
Po raz pierwszy wzmiankowany był w 795 roku, chociaż prawdopodobna jego historia jest o kilku wieków starsza.
Był położony na ówczesnej granicy między germańskimi Frankami i Sasami na lewym brzegu Łaby, a Słowianami na prawym brzegu.
Bardowick miał we wczesnym średniowieczu duże znaczenie polityczne i handlowe. Utracił je za panowania Henryka Lwa w Saksonii. Wtedy Adolf II Holsztyński hrabia Holsztynu założył na życzenie Henryka Lwa miasto Lubekę (1143 lub 1144), która odebrała Bardowickowi znaczenie handlowe.
Po zakończeniu II wojny światowej, w czasie od 20 maja 1945 roku do 29 marca 1946 roku, po całkowitym wysiedleniu zamieszkujących Bardowick Niemców, miejscowość zamieszkiwało ok. 5 tys. Polaków – byłych więźniów obozów koncentracyjnych, obozów pracy i jeńców wojennych.

## Zabytki
Kościół pod wezwaniem Św. Piotra i Pawła (Dom St. Peter und Paul) zbudowany w latach 1389–1485, nazywany również katedrą, chociaż prawdopodobnie nigdy nie miał tu siedziby żaden biskup.

## Gospodarka
Panuje gospodarka rolna, szczególnie szparagi, poza tym Bardowick jest centrum największych upraw marchwi.

### Transport
Od centrum Bardowicka do autostrady A39 (dawna A250) na węźle Lüneburg-Nord są niespełna 2 km. Przez środek gminy prowadzi szlak drogi krajowej B4.